# 讐 〜ADA〜
『讐 〜ADA〜』（あだ）は2013年7月27日に公開された日本のホラー映画。監督は、ホラー映画『ノロイ』の白石晃士。第一部「戦慄篇」・第二部「絶望篇」の二部構成となっており、戦慄篇の主演はアップアップガールズ（仮）の佐藤綾乃、絶望篇の主演はアップアップガールズ（仮）の仙石みなみである。
当映画のテーマは復讐であり、戦慄篇はフェイクドキュメンタリータッチ・絶望篇はドラマタッチと2つの手法により描かれている。また、タワーレコードのレーベル『T-Palette Records』に所属するアイドルが多く出演している。

## ストーリー

### 戦慄篇
進学塾『閃光塾』の宣伝用ビデオパッケージの撮影が、ディレクター高橋久未（泉妻万里）の下で進められており、同塾に通う優等生、渡辺夕子（佐藤綾乃）も撮影に参加していた。そこへ、同塾生の市川美保（仙石みなみ）がサクラ（村上東奈）という謎の女を引き連れ、撮影に乱入し殺戮を引き起こす。渡辺は、自身の母親をも襲った市川への復讐を誓った。

### 絶望篇
進学塾『閃光塾』の特殊で異様な授業に怖気づいてしまった市川美保（仙石みなみ）に対し、閃光塾に反抗的な態度をとっている田村遥（相楽樹）が助け舟を出す。田村は反抗的だったことで、渡辺に目をつけられ、渡辺は田村に対し敵意を抱くようになった。そんな中、事件がおき、田村は亡くなってしまう。市川は渡辺を最終的な標的と定め、復讐代行屋のサクラとともに殺戮を繰り返し、渡辺を追いつめていく。

## 登場人物
以下出演者とその役名を列記する。
- 市川美保 - 仙石みなみ（アップアップガールズ（仮））
- 渡辺夕子 - 佐藤綾乃（アップアップガールズ（仮））
- 田村遥 - 相楽樹
- サクラ - 村上東奈
- 高橋久未 - 泉妻万里
- LinQ
  - 太田亜紀 - 舞川あや
  - 坂梨智子 - 伊藤麻希
- アップアップガールズ（仮）
  - 古川小夏
  - 森咲樹
  - 佐保明梨
  - 関根梓
  - 新井愛瞳
- バニラビーンズ
  - レナ
  - リサ
- キャラメル☆リボン
  - 上野天音
  - 吉仲葵
  - 深田聖奈
- 芽依（lyrical school）
- 犬飼若博
- 遠藤祐美
- 大迫茂生
- 森谷ふみ

## 封切り
2013年7月13日にユナイテッド・シネマ豊洲にてイベント上映・舞台挨拶が行われ、仙石・佐藤・相楽・村上・アップアップガールズ（仮）のメンバー・バニラビーンズのメンバー・芽依が出席した。翌14日にはTOHOシネマズ天神で上映・舞台挨拶が行われ、LinQの舞川・伊藤が出席した。15日にはTOKYO FM HALLで上映会が行われ、アップアップガールズ（仮）のメンバーが出席した。
同年7月27日より順次公開された。

### BD・DVDリリース
2013年8月21日に当作品のBD・DVDがリリースされた。第一部「戦慄篇」と第二部「絶望篇」は別リリースとなり、それぞれ本編ディスクと特典ディスクの2枚組となる。第一部の特典ディスクの内容はイベント映像・キャストインタビュー・予告編で、第二部の特典ディスクの内容はメイキング映像・予告編である。

### デジタルパンフレット
劇場ではパンフレットは販売されなかったが、8月21日にデジタルパンフレットがリリースされた。形式はiBooksで、ページ数は38ページである。

## 音楽
「Bad Blood/Hereafter」は、『T-Palette mini All Stars』のシングルである。「Bad Blood」は当映画の第一部「戦慄篇」主題歌であり、「Hereafter」は 当映画の第二部「絶望篇」主題歌である。
『T-Palette mini All Stars』とは、当映画に出演したT-Palette Recordsのメンバーによる当作品限定のユニットである。メンバーはアップアップガールズ（仮）・バニラビーンズ・mei（lyrical school）・キャラメル☆リボンの各メンバー。なお、T-Palette Recordsのメンバーが共同でCDをリリースするのは初めて。
10月4日には、当映画のDVD&Blu-ray(BD)発売記念イベントにアップアップガールズ（仮）のメンバーが出演し、「Bad Blood」「Hereafter」が同グループのメンバーにより初披露された。
12月15日に行われた「T-Palette Records 感謝祭 2013」では、アップアップガールズ（仮）・バニラビーンズ・mei（lyrical school）・キャラメル☆リボンの各メンバーにより「Bad Blood」を披露した。

### 収録曲
全作詞：岩城由美、全作曲：大隅知宇
1. Bad Blood
2. Hereafter
3. Bad Blood(Instrumental)
4. Hereafter(Instrumental)